# (5531) Carolientje
(5531) Carolientje es un asteroide perteneciente al cinturón de asteroides descubierto el 29 de septiembre de 1973 por Cornelis Johannes van Houten en conjunto a su esposa también astrónoma Ingrid van Houten-Groeneveld y el astrónomo Tom Gehrels desde el Observatorio del Monte Palomar, Estados Unidos.

## Designación y nombre
Designado provisionalmente como 1051 T-2. Fue nombrado Carolientje en honor a Caroline van Houten, hija de Karel y Thea van Houten y nieta de los descubridores.

## Características orbitales
Carolientje está situado a una distancia media del Sol de 2,724 ua, pudiendo alejarse hasta 2,993 ua y acercarse hasta 2,456 ua. Su excentricidad es 0,098 y la inclinación orbital 13,16 grados. Emplea 1642,78 días en completar una órbita alrededor del Sol.

## Características físicas
La magnitud absoluta de Carolientje es 13,2. 